# Ургучан
Ургуча́н (рос. Ургучан) — село у складі Балейського району Забайкальського краю, Росія. Входить до складу Подойніцинського сільського поселення.
Стара назва — Курорт Ургучан.

## Населення
Населення — 126 осіб (2010; 121 у 2002).
Національний склад (станом на 2002 рік):
- росіяни — 97 %